# Ґаврони (Конінський повіт)
Ґаврони (пол. Gawrony) — село в Польщі, у гміні Скульськ Конінського повіту Великопольського воєводства.
Населення — 136 осіб (2011).
У 1975-1998 роках село належало до Конінського воєводства.

## Демографія
Демографічна структура станом на 31 березня 2011 року:
|          | Загалом | Допрацездатний вік | Працездатний вік | Постпрацездатний вік |
| -------- | ------- | ------------------ | ---------------- | -------------------- |
| Чоловіки | 72      | 15                 | 48               | 9                    |
| Жінки    | 64      | 13                 | 33               | 18                   |
| Разом    | 136     | 28                 | 81               | 27                   |